# Besættelse (film fra 1944)
 Denne artikel omhandler den danske film fra 1944. Opslagsordet har også en anden betydning, se Besættelse.
Besættelse er en dansk film fra 1944. En film om lidenskaber, der fører til vanære.
- Manuskript Fleming Lynge og Hans Severinsen.
- Instruktion Bodil Ipsen.

Blandt de medvirkende kan nævnes:
- Johannes Meyer
- Berthe Qvistgaard
- Aage Fønss
- Poul Reichhardt
- Torkil Lauritzen
- Peter Nielsen
- Vera Gebuhr
- Rasmus Christiansen